# Hyles costata
Hyles costata là một loài bướm đêm thuộc họ Sphingidae. Nó được tìm thấy ở Mông Cổ and adjacent areas of Nga. There are also records from farther phía đông and phía nam in Trung Quốc (Heilongjiang and Gansu). Nó có lẽ phân bố rộng rãi hơn ở Hoa Bắc.
Ấu trùng ăn Aconogonon species.